# Needham (Massachusetts)
Needham és una població dels Estats Units a l'estat de Massachusetts. Segons el cens del 2007 tenia 28.263 habitants.

## Demografia
Segons el cens del 2000, Needham tenia 28.911 habitants, 10.612 habitatges, i 7.778 famílies. La densitat de població era de 885,2 habitants/km².
Dels 10.612 habitatges en un 37% hi vivien nens de menys de 18 anys, en un 64,9% hi vivien parelles casades, en un 6,9% dones solteres, i en un 26,7% no eren unitats familiars. En el 23,4% dels habitatges hi vivien persones soles el 13,9% de les quals corresponia a persones de 65 anys o més que vivien soles. El nombre mitjà de persones vivint en cada habitatge era de 2,63 i el nombre mitjà de persones que vivien en cada família era de 3,15.
Per edats la població es repartia de la següent manera: un 26,2% tenia menys de 18 anys, un 5,3% entre 18 i 24, un 25,8% entre 25 i 44, un 24,7% de 45 a 60 i un 18% 65 anys o més.
L'edat mediana era de 41 anys. Per cada 100 dones de 18 o més anys hi havia 83,9 homes.
La renda mediana per habitatge era de 88.079 $ i la renda mediana per família de 107.570$. Els homes tenien una renda mediana de 76.459 $ mentre que les dones 47.092$. La renda per capita de la població era de 44.549$. Entorn de l'1,6% de les famílies i el 2,5% de la població estaven per davall del llindar de pobresa.